# Roberto Carlos
Roberto Carlos da Silva Rocha (født 10. april i 1973 i Garça, São Paulo), er en tidligere professionel fodboldspiller fra Brasilien.
Før han kom til Fenerbahçe spillede han i den spanske storklub Real Madrid  hvor han var offensiv back og spillede  i 11 år.
Han har desuden været med i VM tre gange og vundet VM en gang, nemlig i 2002.

## Karriere
Roberto Carlos startede sin karriere med at spille for brasilianske Palmeiras, hvor han kun spillede en sæson før Inter Milan købte ham som 22-årig.
Efter en enkel sæson i italiensk fodbold tog han til Real Madrid, hvor han nåede at spille 584 kampe og score 71 mål (370 af kampene var ligakampe, hvor han i alt scorede 46 mål).
Da han havde spillet for Madrid i elleve år tog han til Fenerbahçe.
Roberto Carlos er især kendt for sine stenhårde skud på mål og hans lynende hurtige ben. I 2002 og 2003 blev han af UEFA kåret som årets forsvarsspiller.